# Maurizio Casadei
Maurizio Casadei (* 15. Mai 1962 in San Marino) ist ein ehemaliger san-marinesischer Radrennfahrer.

## Sportliche Laufbahn
Casadei war im Straßenradsport aktiv und Teilnehmer der Olympischen Sommerspiele 1980 in Moskau und 1984 in Los Angeles. Er startete bei beiden Spielen im Straßenrennen und beendete beide Rennen nicht.
1988 und 1995 war er Berufsfahrer in den Radsportteams Alfa Lum und Mercatone Uno, hatte jedoch keine Erfolge als Radprofi.